# Nuuksion Pitkäjärvi
Nuuksion Pitkäjärvi est un lac finlandais situé dans le quartier de Nuuksio de la ville d'Espoo en Finlande.

## Géographie
Nuuksion Pitkäjärvi est le plus grand lac d'eau douce d'Espoo après le lac Bodom. 
Sa superficie est d'environ 2,5 kilomètres carrés et son volume est de 15,9 millions de mètres cubes. La partie sud du lac a une profondeur de seize mètres.
Le parc national de Nuuksio est situé à l'extrémité nord-ouest du Nuuksion Pitkäjärvi et la section Brobacka de Vanha-Nuuksio est à son extrémité sud-est. 
Le manoir de Punjo est situé sur la rive sud-est du lac.
La rivière Brobackanjoki est l'émissaire du lac situé à son extrémité sud-est.
Elle se jette dans le lac Nupurinjärvi et plus loin sous la Turunväylä dans le lac Mustapuronjärvi, de là via le mac Myllyjärvi jusqu'au lac artificiel Dämman, d'où la ville d'Espoo puise une partie de son eau potable en complément de celle de l'aqueduc du Päijänne. 
De Dämman, la rivière traverse Gumböle sous le nom de Gumbölenjoki puis traverse Kauklahti pour aboutir dans la baie Espoonlahti.
Espoo compte deux autres lacs homonymes Velskolan Pitkäjärvi et  Pitkäjärvi.